# El Rebalín
El Rebalín är en ort i Mexiko.   Den ligger i kommunen Moctezuma och delstaten San Luis Potosí, i den centrala delen av landet, 400 km nordväst om huvudstaden Mexico City. El Rebalín ligger 1 624 meter över havet och antalet invånare är 421.
Terrängen runt El Rebalín är en högslätt, och sluttar brant österut. Runt El Rebalín är det ganska glesbefolkat, med 23 invånare per kvadratkilometer. Närmaste större samhälle är San José del Arbolito, 10,6 km sydost om El Rebalín. Omgivningarna runt El Rebalín är i huvudsak ett öppet busklandskap.